# Sara
Sara (hebraico: שָׂרָה, hebraico moderno: Sara, tiberiano: Śārā; pronunciado /ˈsɛərə/; latim: Sara; em árabe: سارة) esposa de Abraão e mãe de Isaque como é descrito no Antigo Testamento e no Alcorão. Seu nome original era Sarai. De acordo com Gênesis 17:15, Deus mudou seu nome para Sara como parte de uma aliança com Javé após Agar dar a Abraão seu filho Ismael.
O nome hebraico Sara indica uma mulher de alta posição social e algumas vezes é traduzido como “princesa”. Ele também pode significar “senhora”, ou "dama". Seu nome no original era Sarai, que significa "minha princesa". Seu nome foi modificado quando o de Abrão foi mudado para Abraão, quando foi estabelecida a circuncisão como sinal do Pacto Abraâmico.

## Sara na Bíblia
Sara foi esposa de Abraão. Ela era considerada muito bela ao ponto que Abraão temeu que quando eles estivessem próximos aos governantes mais poderosos ela fosse tirada dele e entregue a outro homem. Como estrangeira, Sara esteve sujeita ao rapto contra sua vontade. 
Sara também enfrentou a esterilidade, concebendo miraculosamente em avançada idade.
Então caiu Abraão sobre o seu rosto, e riu-se, e disse no seu coração: A um homem de cem anos há de nascer um filho? E dará à luz Sara da idade de noventa anos? Gênesis 17,17.
E disse Deus: Na verdade, Sara, tua mulher, te dará um filho, e chamarás o seu nome Isaque, e com ele estabelecerei a minha aliança, por aliança perpétua para a sua descendência depois dele. Gênesis 17,19
Em Gênesis 20,12. Abraão fala de Sara como sua "irmã, a filha de meu pai, mas não a filha de minha mãe". Porém em Gênesis 11,26 esta escrito "E viveu Terá setenta anos, e gerou a Abrão, a Naor, e a Harã." E em Gênesis 11,27 "E estas são as gerações de Terá: Terá gerou a Abrão, a Noar, e a Harã; E Harã gerou a Ló. Já em Gênesis 11,29 Diz "E tomou  a Abrão e Naor mulheres para si: O nome da mulher de Abrão era Sarai, e o nome da mulher de Naor era Milca, filha de Harã, pai de Milca e pai de Iscá.
Sara aparece citada em I São Pedro 3,6 como exemplo de obediência. Entretanto, em nenhum lugar de Gênesis em que Sara chama-o de Senhor, (exceto Gênesis 18,12, mas que não se refere a obediência). Pelo contrário, Abraão é retratado obedecendo as vontades de Sara (Gênesis 16,2-6; 21,12). 